# 花蓮縣秀林鄉民代表會
花蓮縣秀林鄉民代表會是中華民國花蓮縣秀林鄉的最高民意機關，位於花蓮縣秀林鄉秀林路87號。

## 選區劃分
秀林鄉民代表為公民直選，共劃分4個選區，共有11席，當屆第22屆秀林鄉民代表任期由2022年12月25日到2026年12月24日止。各區應選鄉民代表人數：
- 第一選區：（5席）
和平村、崇德村、富世村、秀林村
- 第二選區：（2席）
佳民村、景美村
- 第三選區：（3席）
水源村、銅門村、文蘭村
- 第四選區：（1席）
平地原住民

## 本屆代表
| 選區     | 政黨       | 姓名     | 備註       |
| -------- | ---------- | -------- | ---------- |
| 第一選區 | 中國國民黨 | 夏義松   |            |
| 第一選區 | 中國國民黨 | 白世義   |            |
| 第一選區 | 臺灣民眾黨 | 王則元   |            |
| 第一選區 | 無黨籍     | 白秀娟   |            |
| 第一選區 | 中國國民黨 | 賴俊傑   |            |
| 第二選區 | 無黨籍     | 駱燕玲   | 現任主席   |
| 第二選區 | 無黨籍     | 游青龍   |            |
| 第三選區 | 無黨籍     | 賴偉祥   |            |
| 第三選區 | 中國國民黨 | 丁麗芳   | 現任副主席 |
| 第三選區 | 中國國民黨 | 王沈剛竹 |            |
| 第四選區 | 無黨籍     | 楊美寶   | [ 1 ]      |

## 政黨席次
| 政黨       | 當選席次 | 備註 |
| ---------- | -------- | ---- |
| 中國國民黨 | 5席      |      |
| 臺灣民眾黨 | 1席      |      |
| 無黨籍     | 5席      |      |

## 歷任代表會正副主席
| 屆次 | 主 席  | 副主席 | 備註 |
| ---- | ------ | ------ | ---- |
| 19   | 賴俊傑 | 巫佳霓 |      |
| 20   | 賴俊傑 | 胡孝民 |      |
| 21   | 賴俊傑 | 賴惠美 |      |
| 22   | 駱燕玲 | 丁麗芳 |      |

## 外部連結
- 花蓮縣秀林鄉民代表會